# Schismatoglottis brevicuspis
Schismatoglottis brevicuspis är en kallaväxtart som beskrevs av Joseph Dalton Hooker. Schismatoglottis brevicuspis ingår i släktet Schismatoglottis och familjen kallaväxter. Inga underarter finns listade.